# Cherry Juice
Cherry Juice (jap. チェリージュース cherī jūsu, dt. Kirschsaft) ist eine Manga-Serie der japanischen Zeichnerin Haruka Fukushima, die unter anderem auch Zaubernüsse für Natsumi gezeichnet hat. Der circa 730 Seiten umfassende Manga ist eine Schul- und Liebesgeschichte. Er richtet sich an jugendliche Mädchen und ist somit der Shōjo-Gattung zuzuordnen.

## Handlung
Die Großmutter der Stiefgeschwister Otome und Minami Hasaki muss aus medizinischen Gründen bei der Familie einziehen. Sie bekommt Otomes Zimmer, während diese dadurch gezwungen ist, bei ihrem Bruder einzuziehen. Trotz eines großen Vorhangs, der mitten durchs Zimmer geht, streiten sich Otome und Minami ständig, denn für Minami wird es jetzt immer schwerer, die nicht ganz brüderlichen Gefühle für seine „neue“ Stiefschwester geheim zu halten.
Otome schwärmt für Minamis besten Freund Amane. Als die beiden ein Paar werden, bemerkt sie jedoch, dass sie mehr Gefühle für ihren drei Tage jüngeren Stiefbruder hegt.
Minami, der an der Schule bei den Mädchen beliebt ist, zieht von zu Hause aus, zu seinem leiblichen Vater, um in die Lehre zu gehen. Dort muss er mit seinem Halbbruder Hokuto Imai in einem Zimmer auf einem gemeinsamen Futon schlafen, was nicht nur ihn selbst, sondern auch Hokuto stört. Minami verheimlicht, wo sich die Wohnung und das Café seines Vaters befinden, und wird für seine Schwester immer weniger erreichbar.
Gegen Ende des dritten Bandes kommt Otomes beste Freundin Naru und ihr Ex-Freund Amane zusammen und der erste Kuss zwischen Minami und Otome trägt sich aus, -nach einem Cosplay-Wettbewerb der Schule-, was einen Schock bei Otome auslöst. Sie weiß nicht mehr wie sie sich in Gegenwart von Minami verhalten soll. Später kommen noch die Gefühle von Hokuto hinzu, die er für Otome hegt.
Als noch zum Schluss Minami einen Antrag vom ehemaligen Meister seines Vaters erhält, bei ihm in Kyoto zu arbeiten, beschließt Minami dorthin zu ziehen. Otome kommt nicht mehr dazu Minami ihre Liebe zu gestehen, da dieser sagt, sie solle es sich für später aufheben. Nach einem Jahr treffen sich Minami und Otome an Weihnachten wieder, gestehen sie sich gegenseitig ihre Liebe und beschließen, keine Geschwister mehr zu sein.

## Veröffentlichungen
In Japan erschien der Manga von Juli 2004 bis Januar 2006 monatlich in Einzelkapiteln im Manga-Magazin Nakayoshi. Eine Ausgabe des Nakayoshi verkaufte sich zu dieser Zeit ungefähr 460.000 mal und beinhaltete neben Cherry Juice beispielsweise auch Kamichama Karin von Koge-Donbo. Der Kōdansha-Verlag brachte die im Nakayoshi erschienen Einzelkapitel auch in vier Sammelbänden heraus. In den Sammelbänden befinden sich drei kleine Zusatzgeschichten, in denen es ebenfalls um Otome, Minami und ihre Freunde geht.
Der Manga wird ins Englische und Deutsche übersetzt. Die vier Sammelbände wurden von Juli 2006 bis Februar 2007 beim Manga-Verlag Tokyopop auf Deutsch herausgegeben. Den vierten Sammelband veröffentlichte der Verlag mit einem Sammelschuber.